# اپا هانتون
اپا هانتون (به انگلیسی: Eppa Hunton) سناتور سابق عضو حزب دموکرات ایالات متحده آمریکا بود. وی در سال ۱۸۹۲ تا ۱۸۹۵ میلادی سناتور ایالت ویرجینیا در سنای ایالات متحده آمریکا بود.